# Klatakan (Kendit)
Klatakan is een bestuurslaag in het regentschap Situbondo van de provincie Oost-Java, Indonesië. Klatakan telt 5805 inwoners (volkstelling 2010).